# Domarudden
Domarudden är ett naturreservat beläget cirka 7 kilometer från Åkersberga, Österåkers kommun, Stockholms län, Sverige. Inom reservatet finns bland annat motionsspår, vandringsleder, naturstigar. Domaruddens friluftsgård är etappmål för Roslagsleden. 
På Domaruddens kurs- och friluftsgård, som ägs av Österåkers kommun, finns tillhörande övernattningsstugor, sjöbastu, restaurang, café samt konferens- och festlokaler.
Utomhusaktiviteter finns det gott om, t.ex. fiske, beach-volley, stora gräsytor för kubb och brännboll samt en badstrand intill Drängsjön. På vintern plogar Österåkers kommun bana på Drängsjön för skridskoåkning samt preparerar spår för skidåkning.